# Jan Kowalczyk (astronom)

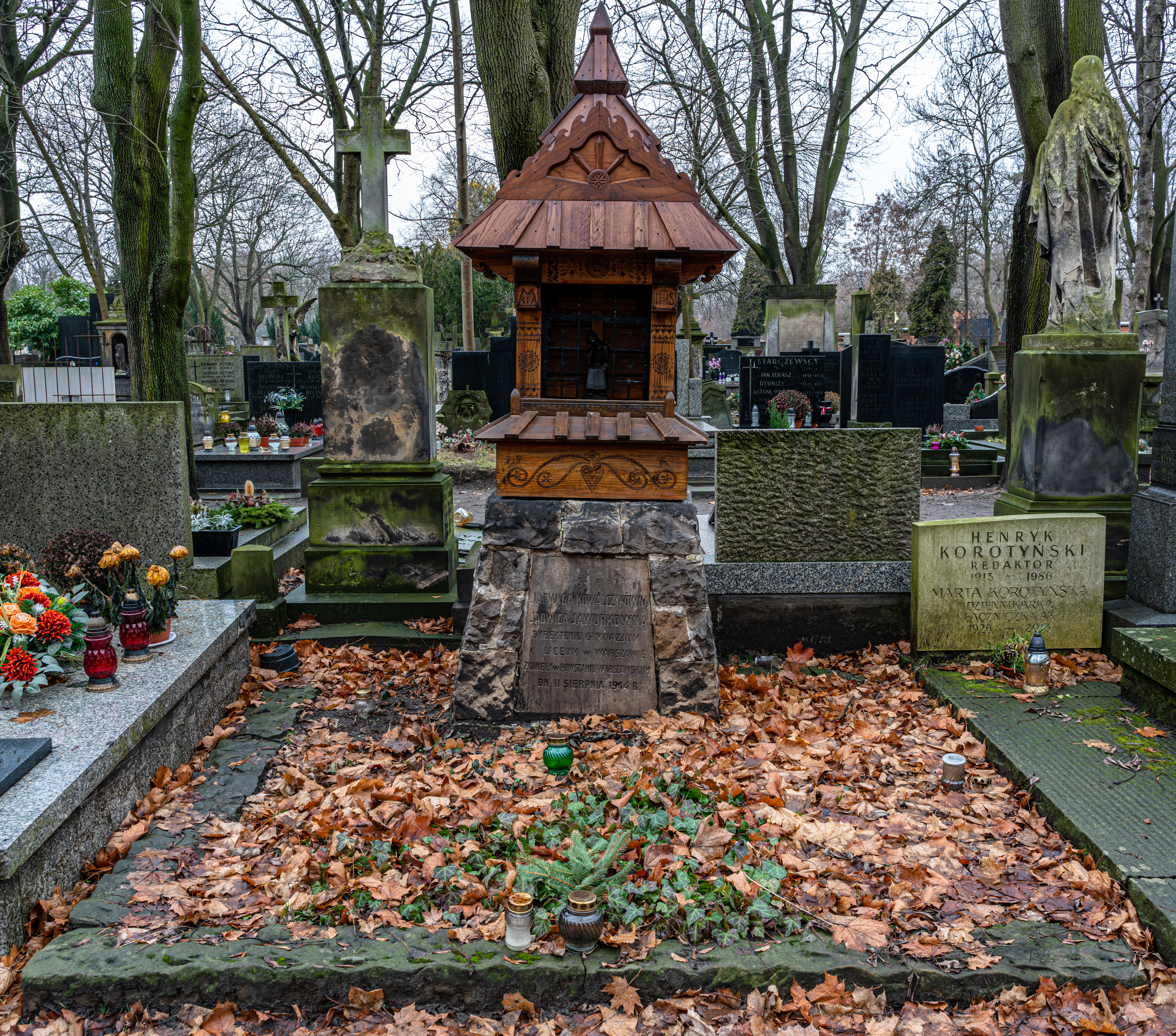
Grób Jana Kowalczyka na cmentarzu Powązkowskim

Jan Kowalczyk (ur. 16 października 1833 w Rzeszotarach, zm. 8 grudnia 1911 w Warszawie) – polski astronom, docent Uniwersytetu Jagiellońskiego w Krakowie i Szkoły Głównej w Warszawie.

## Życiorys
Urodził się w rodzinie chłopskiej, był synem Jakuba i Reginy z domu Michalik. Kształcił się w Szkole Ludowej w Wieliczce, później w Gimnazjum Św. Anny w Krakowie, po którego ukończeniu studiował na Wydziale Filozoficznym Uniwersytetu Jagiellońskiego. Po czterech latach studiów złożył podanie o otwarcie przewodu doktorskiego. Tytuł doktora otrzymał 26 stycznia 1861 roku za pracę O nachyleniu igły magnetycznej robione w październiku i listopadzie z inklinarium Webera.
W 1862 roku Jan Kowalczyk podjął pracę jako adiunkt Obserwatorium Krakowskiego, gdzie pracował do roku 1865. W 1862 roku uzyskał habilitację na podstawie pracy O prawidłach oznaczania środka ciężkości i został mianowany docentem mechaniki stosowanej na Wydziale Filozoficznym, prowadził wykłady mechaniki analitycznej. Był pierwszym docentem pochodzenia chłopskiego.
W 1865 roku Jan Kowalczyk przeniósł się do Warszawy, gdzie objął stanowisko naukowe w Szkole Głównej oraz posadę starszego adiunkta Obserwatorium Warszawskiego. W nadziei uzyskania nominacji profesorskiej habilitował się po raz drugi w 1867 roku, na podstawie rozprawy Sposób oznaczania bezwzględnych przeszkód ruchu małych planet. Jan Kowalczyk został docentem astronomii Szkoły Głównej, ale nigdy nie uzyskał tytułu profesora. Wykładał astronomię stosowaną i geodezję na Wydziale Matematyczno-Fizycznym. Był opiekunem warszawskiego Obserwatorium im. Jana Jędrzejewicza. Od 1902 roku był członkiem Polskiej Akademii Umiejętności w Krakowie.
Pracował na stanowisku astronoma-obserwatora do 1905 roku, gdy został aresztowany za przechowywanie broni w okresie rewolucji 1905 roku. Po dwumiesięcznym pobycie w areszcie na Pawiaku został przeniesiony na emeryturę.
Zmarł 8 grudnia 1911 roku. Został pochowany na Starych Powązkach (kwatera 62-5-16/17).

## Dorobek
Jan Kowalczyk był autorem wielu artykułów, rozpraw i książek z dziedziny astronomii, botaniki i meteorologii, które ogłaszał w językach: polskim, francuskim, rosyjskim i niemieckim. Między innymi opracował swój własny katalog gwiazd, w którym uwzględnił 6041 obiektów mieszczących się w deklinacjach od 1°50' do 7°10'. Praca nad nim zajęła mu prawie 20 lat.
Był autorem dwóch monografii:
- O sposobach wyznaczania biegu ciał niebieskich (1889),
- O sposobach obliczania przeszkód biegu ciał niebieskich (1901).[3]

oraz wielu innych pozycji, wśród nich do ważniejszych należały:
- Mikołaj Kopernik i jego układ świata[4] (1872, połowę dochodu ze sprzedaży 1400 egzemplarzy tego opracowania Kowalczyk przekazał na stypendium dla studenta poświęcającego się specjalnie astronomii (cytat z Polskiego Słownika Biograficznego),
- O spostrzeżeniach meteorologicznych w Warszawie od r. 1826 do 1880,
- Obserwatorium astronomiczne w Warszawie tom 1 (1897),
- Katalog pozycji 6041 gwiazd (1904),[5]
- Krótki rys dziejów Obserwatorium Warszawskiego, 1820-1900 tom 2 (1907).

## Życie prywatne
Jan Kowalczyk ożenił się z Władysławą z Alexandrowiczów (córką wybitnego botanika Jerzego Aleksandrowicza), z którą miał synów: Jana, Juliusza i Władysława oraz córki Julię, Jadwigę i Marię, dwie ostatnie zostały rozstrzelane w czasie powstania warszawskiego 11 sierpnia 1944 roku.

## Upamiętnienie
- W ramach obchodów 100-lecia Szkoły Głównej 27 kwietnia 1963 roku w budynku Obserwatorium Astronomicznego Uniwersytetu Warszawskiego odsłonięto tablicę pamiątkową ku czci "orędownika i odnowiciela w okresie utraty bytu niepodległego kraju wielkich tradycji astronomii w Polsce";
- w dniu 20 grudnia 1964 roku Jan Kowalczyk został patronem szkoły podstawowej w Rzeszotarach koło Wieliczki.
- 9 listopada 2017 r. ulica nazwana wcześniej imieniem Anastazego Kowalczyka w dzielnicy Białołęka w Warszawie zyskała nazwę ulicy Jana Kowalczyka[6].